# Eram Air
Eram Air est une compagnie aérienne iranienne basée à Tabriz dans le nord-ouest de l’Iran qui a un MD-80.

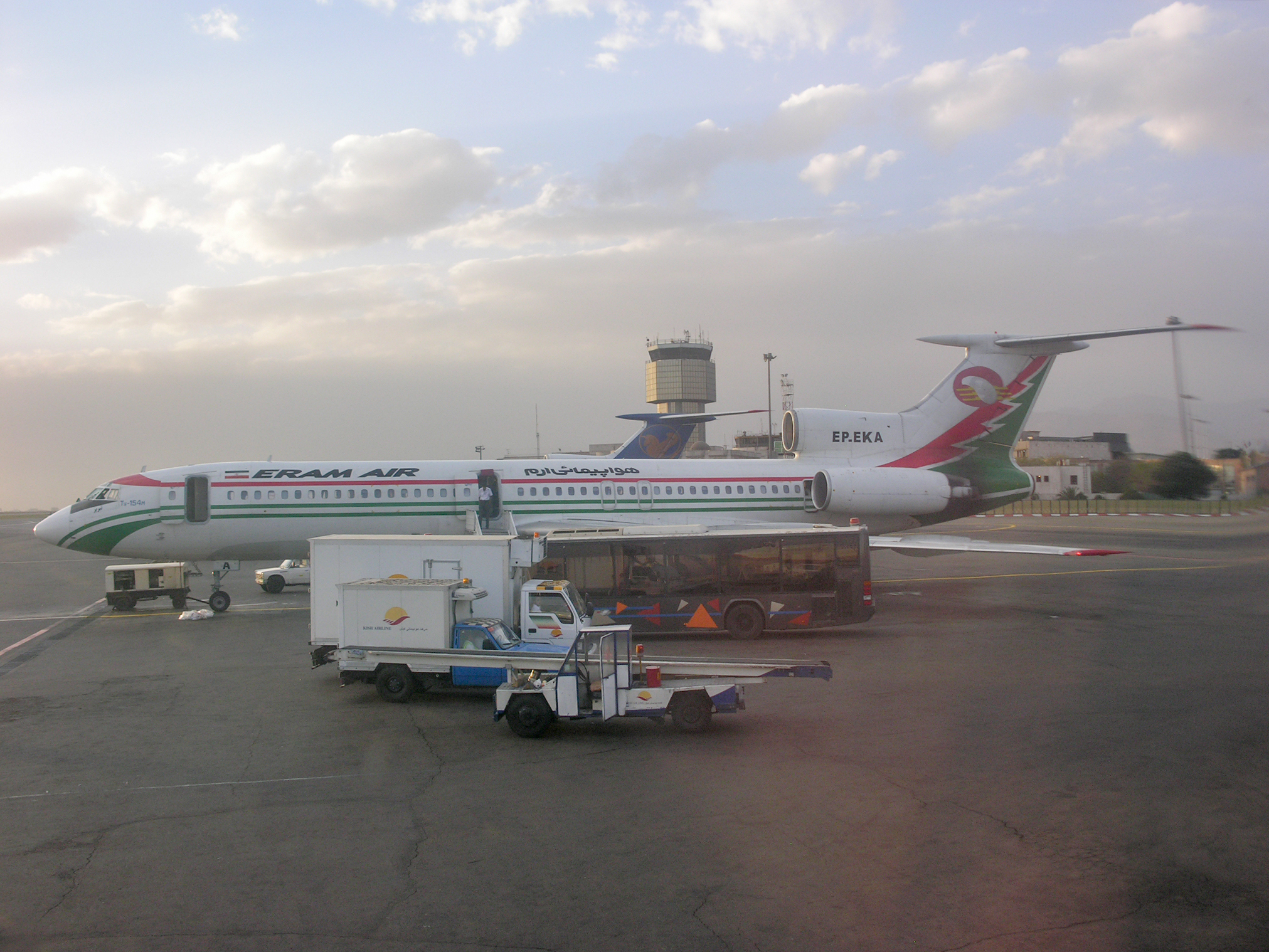
Tupolev Tu-154M d'Eram Air à l’aéroport international Mehrabad à Téhéran.